# أوستين دا لوز
أوستين دا لوز (بالإنجليزية: Austin da Luz) هو لاعب كرة قدم أمريكي في مركز الوسط، ولد في 9 أكتوبر 1987 في سان دييغو في الولايات المتحدة. لعب مع أورلاندو سيتي ودي.سي. يونايتد ونادي شمال كارولاينا ونيويورك ريد بولز.

## وصلات خارجية
- أوستين دا لوز على موقع الدوري الأمريكي (الإنجليزية)
- أوستين دا لوز على موقع قاعدة بيانات كرة القدم.إي يو (الإنجليزية)
- أوستين دا لوز على موقع Soccerway.com (الإنجليزية)
- أوستين دا لوز على موقع عالم كرة القدم.نت (الإنجليزية)